# 池内博之
池内博之（日语：池内 博之/いけうち ひろゆき，1976年11月24日—），日本LesPros娱乐所属演员。茨城县勝田市（现为常陆那珂市）出身。混血儿，父亲是日本人，母亲是萨尔瓦多人。初中毕业于常陆那珂市立大岛中学，高中毕业于茨城县立佐和高中。特长是柔道。血型B型。池内博之是柔道黑帶高手。

## 參演作品

### 電視劇
- 《麻辣教師GTO 》 飾 村井國雄
- 《美麗人生》 飾 岡部巧
- 《S-終極警官》 飾 古橋誠二郎
- 《律政英雄2》 第8集 飾 權藤明
- 《天才怪盜山貓》 飾 犬井克明
- 《料理新鮮人》 第七話飾羽生靖秀
- 《小希的洋菓子》 飾 桶作哲也
- 《清白的日子》（2018年3月18日-4月22日、WOWOW）飾
- 《禿鷹》 (2018年7月19日-9月) 飾 阿倫

### 電影
- 《帥哥西裝》  飾 狹間真介
- 《葉問》 飾 三浦將軍
- 《甜心巧克力》
- 《宇宙戰艦大和號》 飾 斉藤始
- 《铁道飞虎》 飾 山口
- 《Good Morning Show》 飾 秋吉克己
- 《追捕》 飾 酒井宏
- 《這一生，至少當一次傻瓜》 飾 阿森（もっちゃん）
- 《智齒》 飾 山田收
- 《夜叉：浴血諜戰》 飾 小澤慶喜